# Mont Alto
Mont Alto és una població dels Estats Units a l'estat de Pennsilvània. Segons el cens del 2000 tenia 1.357 habitants.

## Demografia
Segons el cens del 2000, Mont Alto tenia 1.357 habitants, 541 habitatges, i 413 famílies. La densitat de població era de 903,3 habitants/km².
Dels 541 habitatges en un 33,6% hi vivien nens de menys de 18 anys, en un 63,4% hi vivien parelles casades, en un 10,4% dones solteres, i en un 23,5% no eren unitats familiars. En el 20,1% dels habitatges hi vivien persones soles el 8,9% de les quals corresponia a persones de 65 anys o més que vivien soles. El nombre mitjà de persones vivint en cada habitatge era de 2,51 i el nombre mitjà de persones que vivien en cada família era de 2,87.
Per edats la població es repartia de la següent manera: un 24,2% tenia menys de 18 anys, un 6,7% entre 18 i 24, un 33,8% entre 25 i 44, un 22,4% de 45 a 60 i un 12,9% 65 anys o més.
L'edat mediana era de 36 anys. Per cada 100 dones de 18 o més anys hi havia 91,1 homes.
La renda mediana per habitatge era de 37.163 $ i la renda mediana per família de 41.705 $. Els homes tenien una renda mediana de 32.169 $ mentre que les dones 21.579 $. La renda per capita de la població era de 17.216 $. Entorn del 4% de les famílies i el 4,7% de la població estaven per davall del llindar de pobresa.

## Poblacions més properes
El següent diagrama mostra les poblacions més properes.